# Czarna Dąbrówka
Czarna Dąbrówka (Duits: Schwarz Damerkow) is een dorp in het Poolse woiwodschap Pommeren, in het district Bytowski. De plaats maakt deel uit van de gemeente Czarna Dąbrówka en telt 1112 inwoners.